# WEGA
La WEGA Radio GmbH, acronimo di Württembergische Radio-Gesellschaft mbH, è stata un'azienda tedesca produttrice di elettronica di consumo.

## Storia

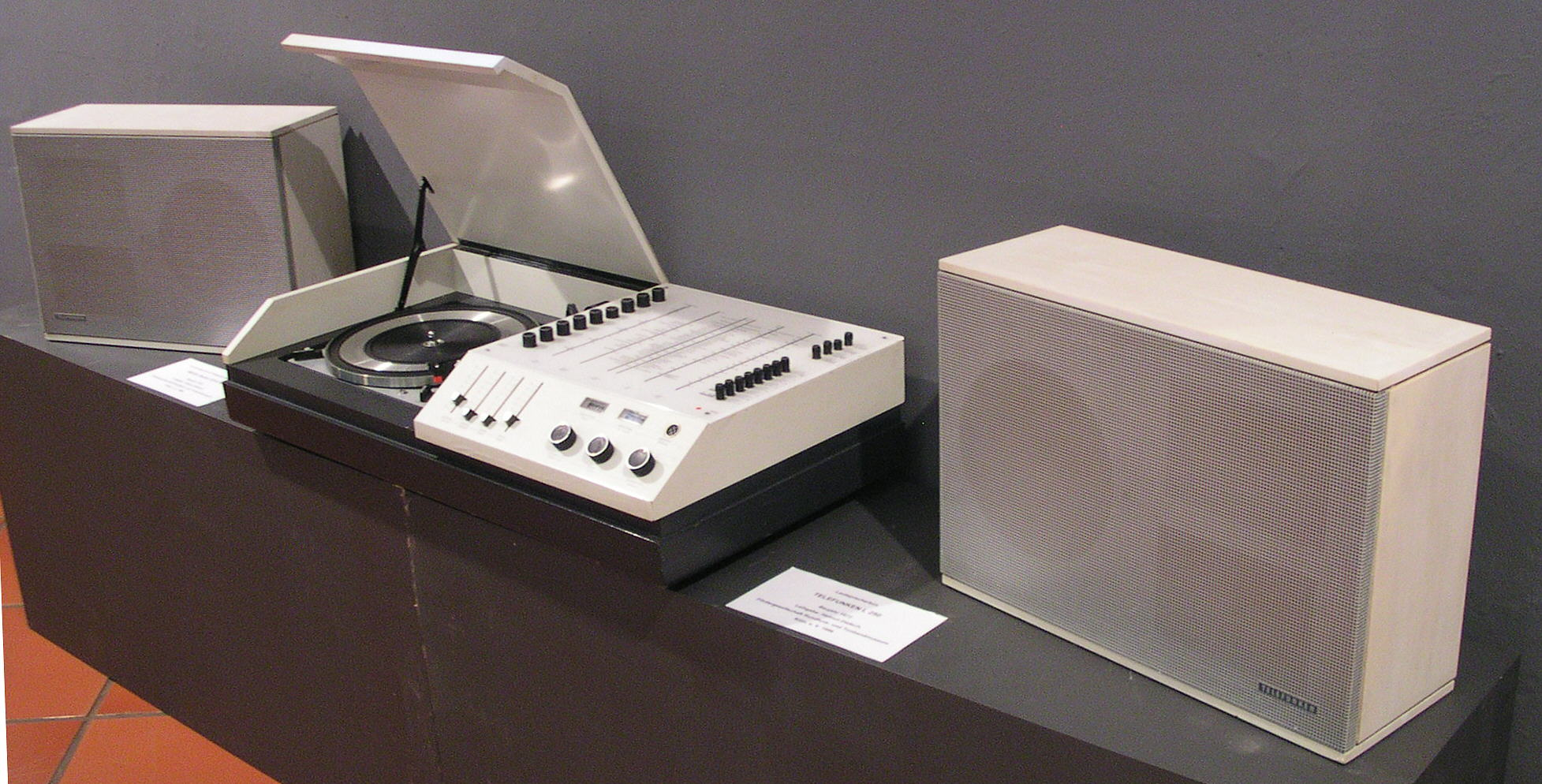
WEGA Studio 3214 HiFi con giradischi Dual 1219 e altoparlanti Telefunken L 250, anno 1972

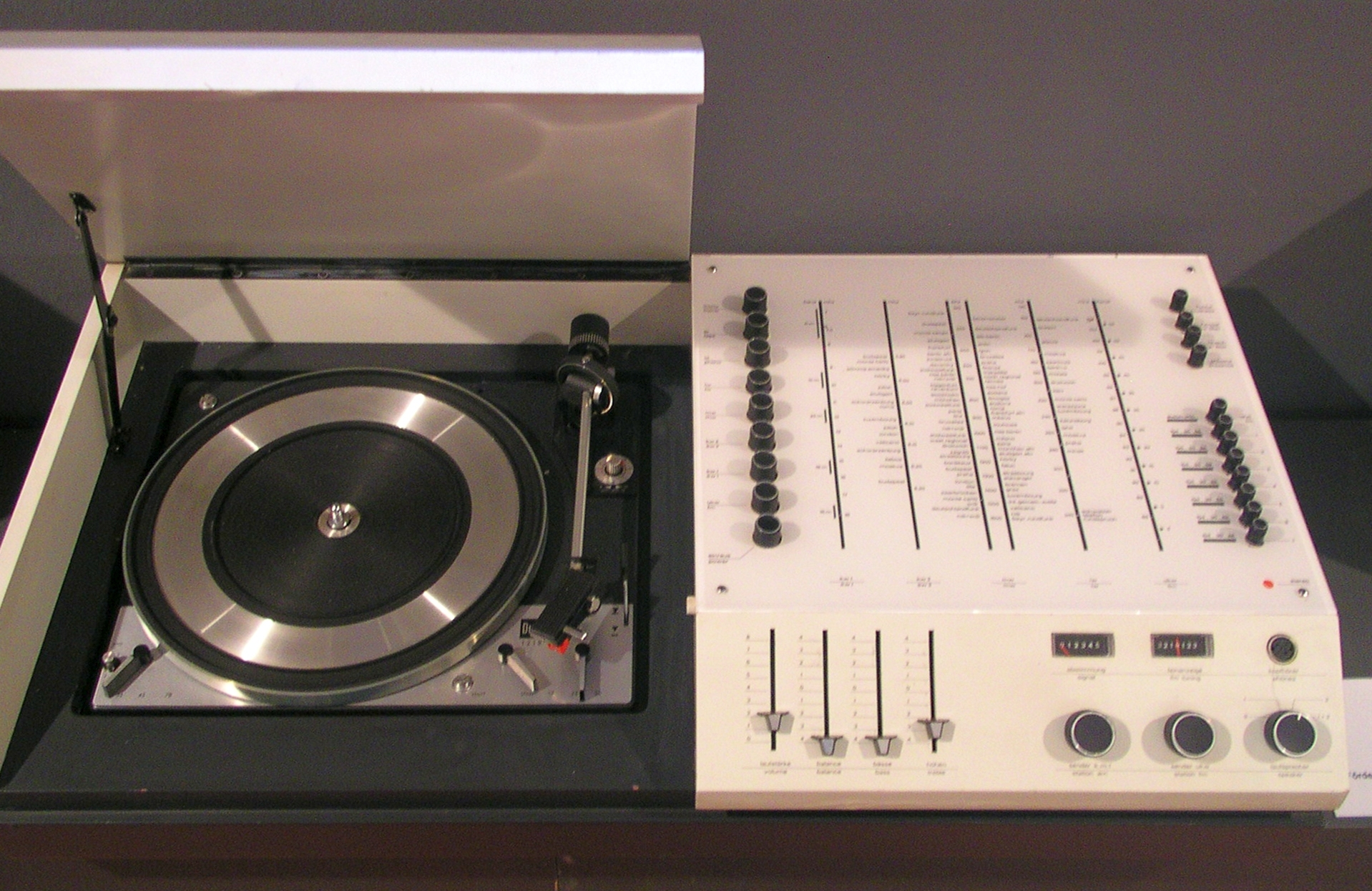
WEGA Studio 3214 dall'alto

Alla fine del 1924, Hugo Mezger, titolare di uno studio fotografico e negozio di radio, fondò a Stoccarda la Württembergische Radio-Gesellschaft mbH. Dal 1926 la ditta si presentò sotto il nome WEGA, che fu il marchio aziendale.
Dal 1936 l'azienda iniziò con la produzione di supereterodine. Negli anni della guerra, oltre alla produzione bellica, l'azienda tedesca produsse anche molti modelli da esportazione.
Nel 1946 l'azienda sviluppò il famoso ricevitore Allstrom 2, del quale furono prodotti circa 15.000 modelli. L'azienda passò poi a Dieter Motte, genero di Mezger, e nel 1949 fu lanciato il radioricevitore Regina, che riscosse grande successo.
Nel 1952-53, sede e produzione dell'azienda furono trasferite a Fellbach. Nel corso degli anni cinquanta e sessanta, furono prodotti molti modelli di successo, come lo "Stereobar 3300" la cui estetica fu realizzata da designer come Hartmut Esslinger e Verner Panton.

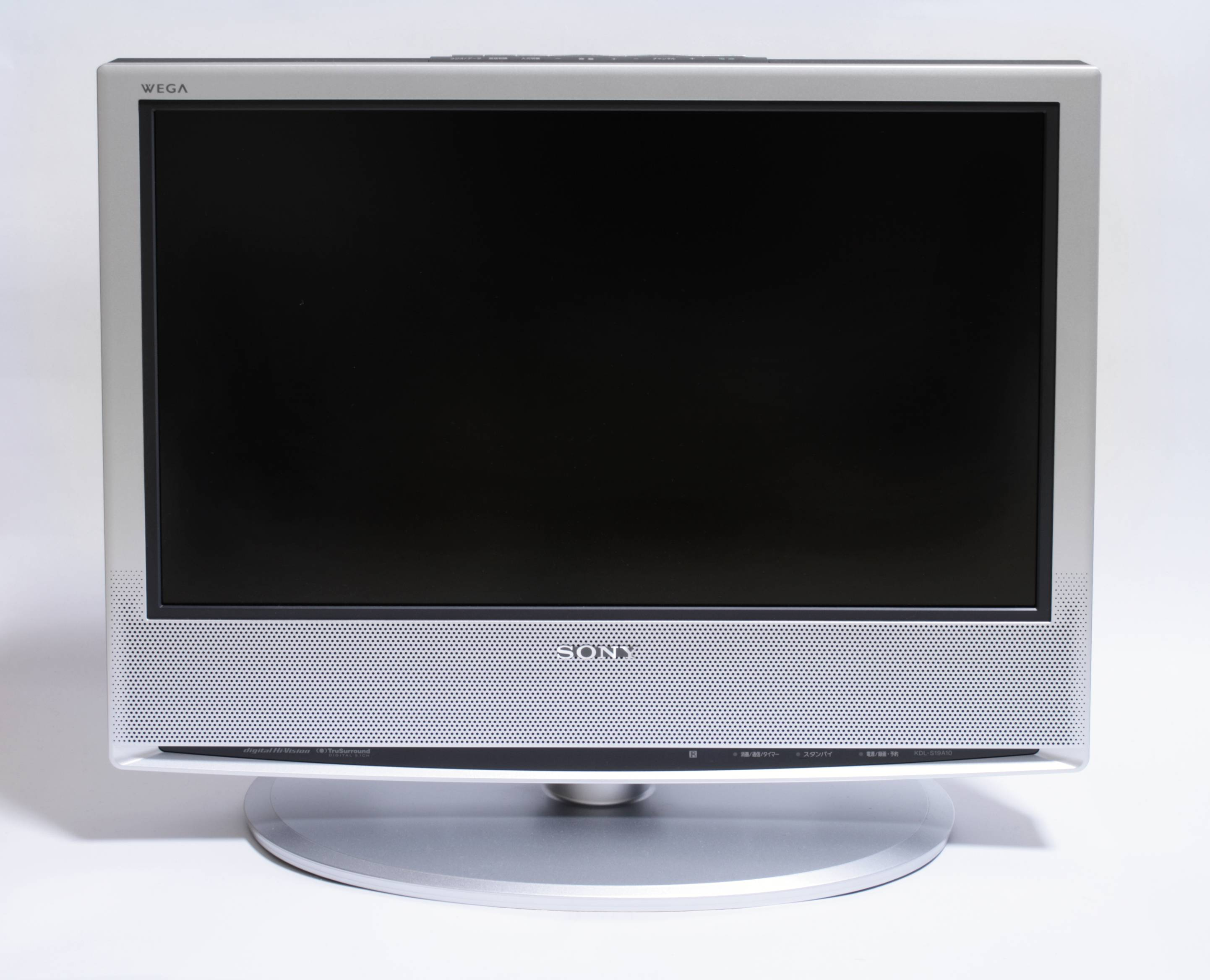
Sony-WEGA KDL-S19A10

Nel 1975 WEGA fu rilevata dalla Sony Corporation, della quale divenne una sussidiaria e rinominata Sony-Wega Produtkions GmbH. La produzione avvenne fino ai primi anni ottanta; molti anni più tardi WEGA divenne il nome di una linea di modelli di televisori prodotti dall'azienda giapponese.
Nel 2005 la Sony ha cominciato a interrompere la produzione dei televisori con il marchio Wega, che è stato sostituito nel 2007 dal marchio Bravia.